# Victoria (higo)
Victoria es un cultivar de higuera de tipo higo común Ficus carica, unífera de higos de epidermis con color de fondo morado con sobre color negruzco. Se cultiva en la colección de higueras de Montserrat Pons i Boscana en Llucmajor, Islas Baleares.

## Sinonimia
- „Victòria“ en Islas Baleares.[4][5][6]
- „Victori“ en Islas Baleares

## Historia
Actualmente la cultiva en su colección de higueras baleares Montserrat Pons i Boscana, rescatada de un ejemplar o higuera madre en "Míner" de Josep Sacarès i Mulet en Mallorca.
Estelrich le dio el nombre que tiene en la actualidad, en cuanto apreció sus cualidades.
La variedad 'Victoria' es conocida y cultivada en los términos de Inca y Porreres.

## Características
La higuera 'Victoria' es una variedad unífera de tipo higo común. Árbol de mediano desarrollo, follaje esparcido con ramas colgando, la parte central de la copa clareando, las hojas se concentran en los extremos de las ramas. Sus hojas con 3 lóbulos (10%) tienden a ser mayoritarias, 5 lóbulos (10%) y con 1 lóbulo (5%). Sus hojas con dientes presentes y márgenes serrados, presentan una abundante pilosidad en el envés. 'Victoria' tiene un gran desprendimiento de higos teniendo una producción media de higos. La yema apical es cónica de color amarillo verdoso.
Los higos 'Victoria' son higos piriformes alargados parecidos en su aspecto a la variedad 'Negra de Valencia', que no presentan frutos aparejados, de unos 28 gramos en promedio, de epidermis gruesa de color de fondo morado con sobre color negruzco. Ostiolo de 0 a 1 mm con escamas pequeñas moradas. Pedúnculo largo de 5 a 12 mm cilíndrico rojizo. Grietas longitudinales escasas y gruesas. Costillas poco marcadas. Con un ºBrix (grado de azúcar) de 28, sabor dulce sabroso un poco pastoso, con firmeza media, con color de la pulpa rosada. Con cavidad interna media. Son de un inicio de maduración sobre el 2 de septiembre al 16 de octubre y de producción media. Son resistentes a la lluvia.
Buena para higo fresco. Buena facilidad de pelado, y fácil abscisión del pedúnculo. Muy resistente a los accidentes climáticos

## Cultivo
'Victoria', es una variedad de higo negro, reconocida por su resistencia a la lluvia siendo su consumo en fresco, que se está tratando de recuperar de ejemplares cultivados en la colección de higueras baleares de Montserrat Pons i Boscana en Llucmajor.